# George T. Faust
George Tobias Faust (* 27. August 1908 in Philadelphia; † 7. Februar 1985 in Morristown, New Jersey) war ein US-amerikanischer Mineraloge.
Faust sammelte schon als Jugendlicher Mineralien. Er studierte Geologie und Chemie an der Pennsylvania State University (Bachelor-Abschluss 1930) sowie an der University of Michigan, wo er 1931 seinen Master-Abschluss machte und 1934 promovierte. Er wurde dort insbesondere von Edward H. Kraus beeinflusst in der Hinwendung zur physikalischen Chemie als Grundlage der Mineralogie. Die notwendigen Methoden erlernte er am Geophysikalischen Labor in Washington D.C. Ab 1935 war er Assistant Professor für Mineralogische Keramik an der Rutgers University und ab 1938 arbeitete er für das US Bureau of Mines in Tuscaloosa (Alabama) an der Petrologie von Ton. Es folgte eine Stellung als Petrologe beim US-Landwirtschaftsministerium in Beltsville (Maryland). Ab 1942 war er beim US Geological Survey, wo er den Rest seiner Karriere blieb. 1977 ging er in den Ruhestand. Er starb an Amyotropher Lateralsklerose.
Faust entwickelte eine Methode der thermischen Analyse von Mineralien. Er befasste sich mit Tonmineralien, der Geochemie von Serpentinen und beschrieb als erster die Minerale Huntit, Pecorait und Schoenfliesit. Daneben studierte er die Magnesit-Lagerstätten in Currant Creek (Nevada) und kartierte in den Watchung-Basalten in New Jersey.

## Ehrungen und Mitgliedschaften
Im Jahr 1973 wurde George T. Faust Ehrenmitglied der Deutschen Mineralogischen Gesellschaft. 1965 war er Präsident der Mineralogical Society of America.
Das von Richard C. Erd, Margaret D. Foster und Paul D. Proctor 1953 beschriebene Mineral Faustit ist nach ihm benannt.